# Шоу довгоносиків
«Шоу довгоносиків» — українська гумористична телепередача-серіал. Виходила на телеекранах України та Росії з 18 травня 1996 по 1999 рік, поєднуючи українську мову з російською та суржиком. В Україні ротувалася на каналах «УТ-2», «1+1», «Інтер» та «СТБ». Продукція телекомпанії ПРО-ТБ. Програма виходила щотижня, протривавши 4 сезони, усього 70 епізодів. Знімання нових епізодів припинилися у 1998 році, коли творці передачі вирішили, що її варто закрити, аби не втратити якість через брак нових ідей.

## Сюжет
Кожний випуск складається з низки рубрик та присвячений якійсь темі. На початку відбувається нарада, де режисер сварить колектив, або розповідає про свій черговий план підняти популярність шоу, заощадити і т. д. Між рубриками демонструється «звичайне» життя акторів, операторів чи освітлювачів. Усі учасники шоу носять довгі накладні носи, звідки й назва.
Рубрики:
- «Нові пригоди Шерлока Холмса і Доктора Ватсона» — пародія на радянський телесеріал «Пригоди Шерлока Холмса і Доктора Ватсона». Холмс показаний жадібним та зацикленим на розшуках професора Моріарті, а Ватсон на противагу йому розважливим, хоч і часом некмітливим.
- «Жіліще замечательных людей» — створена за зразком пізнавальних телепередач, де абсурдно оповідається про біографії видатних людей, наприклад, як Пржевальський винайшов коня. Жоден з персонажів не говорить, голос за кадром розповідає про зображуване.
- «Моя нова програма» — проєкт шоумена (і ведучого «Шоу довгоносиків») Івана Шпикуляка, впевненого в його значущості та власній винятковості.
- «Новини з Шендоровичем[3]» — випуски «новин», часто у віршованій формі. Назва відсилає до Віктора Шендеровича. Родимка на обличчі ведучого знаходиться в іншому місці в кожній сцені.
- «При пожежі дзвонити 01» — в цій короткій рубриці, що пародіює соціальну рекламу, демонструється як надміру завзяті пожежники переслідують порушника пожежної безпеки (завжди того самого) і нейтралізують «джерело небезпеки», як-то цигарка чи гасова лампа. Музична тема рубрики наслідує тему «Жовтого підводного човна».

## Епізоди
Із 70 епізодів збережено близько 50. Частину з них було записано ентузіастами і оцифровано Віктором Андрієнком, а потім викладено на YouTube-каналі:
| Номер | Назва                                       | Тема і короткий зміст |
| ----- | ------------------------------------------- | --- |
| 1     | Курочка Ряба                                | Ведучий починає шоу, при цьому стикаючись з різними неприємними несподіванками, як наявність тільки двох камер з очікуваних шести. Паралельно глядач знайомиться з його колегами. Бармену на телестудії між рубриками набридають старі анекдоти і сумнівні бувальщини, які розповідають відвідувачі бару. Він згадує як був відомим актором на радіо, а саме як розповідав казку про Курочку Рябу і чим це для нього закінчилося. |
| 2     | Первая звезда                               | Режисер придумує запросити на шоу якусь зірку естради і драматично її представити. Та організувати її виступ виявляється не так просто, як здавалося. |
| 3     | Синдром пучеглазия                          | Режисер сварить колектив за минулий випуск, а на ведучого падає колона, від чого в нього вилазять очі. Колеги намагаються продовжити шоу навіть з непритомним ведучим. |
| 4     | Пурга в Сингапуре                           | Режисер запрошує на шоу EL Кравчука і його менеджера доктора Шлягера. На додачу він приводить спеціаліста зі спецефектів Мухамада ібн ель Динаміта. Ведучому заважає муха в кадрі, а режисер вигадує поєднати виступ EL Кравчука зі сніжною рекламою холодильників. |
| 5     | Философский мрак                            | Освітлювачі оголосили страйк, через який шоу доводиться готувати в темряві, заразом обдумуючи як домовитися зі страйкарями. Голос за кадром надає цьому всьому філософського сенсу. |
| 6     | Повесть о простом человеке                  | На черговій нараді режисер сварить доктора Шлягера за дану йому ідею запрошувати на шоу зірок естради. Він придумує показати звичайну людину і навіть знаходить таку. Однак ця «проста людина» понад усе хоче стати зіркою. До того ж у ведучого, який має алергію на зірок, починається чхання, яке спричиняє безлад на знімальному майданчику.                                                                                  |
| 7     | Продюсеры                                   | Режисер розтратив гроші на власні забаганки, в чому перш за все винить колег, і тепер шукає продюсерів. Він пробує переконати двох багатіїв дати грошей на шоу і тільки ведучий виступає проти. |
| 8     | Секс-бомба                                  | Режисер вирішив, що на шоу замало теми сексу. Він запрошує чергову зірку, «секс-бомбу», а оскільки бомба — це зброя, він влаштовує на телестудії військовий штаб з жорсткими порядками. |
| 9     | Олимпиада                                   | Наближаються Олімпійські ігри і через телестудію мають нести Олімпійський вогонь. Режисер думає підняти на цьому рейтинг шоу, а щоб пожежники не виступали проти, звільняє їх. Пожежники вигадують план помсти. |
| 10    | Потёки подсознания                          | На телестудії протікає дах, працівники ніде не можуть сховатися від потоків води і калюж. Але вони все-одно беруться знімати своє шоу. |
| 11    | Поголовная мобилизация                      | Режисер отримав повістку до армії та переховується від призову. Несподівано і інші дізнаються, що призовний вік піднято аж до 97 років та беруться шукати способи уникнути служби. |
| 12    | Компромат                                   | Наближаються вибори і режисер висуває свою кандидатуру до парламенту. Щоб розправитися з конкурентами, він добуває цілий чемодан компромату на них, яким користується і проти колег. Поки він готується до депутатського життя, інші викривають одне одного. |
| 13    | Апофеоз хэппи-энду                          | На телестудію приходять численні скарги. Замість бути режисером, режисер видає себе за пророка, аби завоювати славу і багатство. |
| 14    | Молодёжный марафон                          | Режисер береться переорієнтовувати шоу на молодь. Всім доводиться вивчити молодіжний сленг, моду і захоплення. |
| 15    | Евроремонт                                  | Прийшов час зробити на телестудії ремонт. Режисер бажає зробити його якомога дешевше, натомість майстри вигадують все нові і нові послуги. |
| 16    | Ехали цыгане                                | Працівники телестудії зібралися на раду, де жаліються на режисера. Вони беруться всіляко шкодити режисеру, але той сприймає їхні витівки як турботу про себе. Зрештою вони запрошують на шоу циган, щоб вони викрали ненависного режисера. |
| 17    | Тлумачення снобачень                        | Статистика показала, що «Шоу довгоносиків» дивляться тільки лиходії та покидьки. Режисер знаходить жінку, яка «виконає будь-які бажання», аби вона зробила шоу кращим. Та замість цього вона несподівано засинає. |
| 18    | Зроблено в Америці                          | Режисер задумав зробити культурний обмін із США. Він думає як зустріти американців, роблячи шоу до абсурду «американським». |
| 19    | Глухий джин (Арабська казочка з субтитрами) | Дорогою на телестудію режисер стикнувся з розгніваними критиками, які викинули його в річку. Та в воді режисер знайшов лампу з джином, якого випускає. Джин виконує бажання на свій розсуд, перекручуючи почуте. |
| 20    | Сплошниє спєцефекти                         | На студію закупили новий пульт, з яким тепер стане більше спецефектів. Разом з тим на студії заводиться нахабна пташка, яка надокучає всім своїми коментарями. |
| 21    | Дєло врачей                                 | Режисер повернувся від лікарів, які знайшли в нього купу хвороб. На додачу студією шириться епідемія роздвоєння особистості. Режисер береться подбати про здоров'я підлеглих. |
| 22    | Спиритический сеанс в прямом эфире          | Режисер придумав взяти інтерв'ю у відомих людей минулого. Оскільки вони всі вже мертві, режисер викликає їхні духи, які не всі згідні просто поговорити на камеру. |
| 23    | Таємниці східної кухні                      | Режисер дізнався, що тепер в Європі цікавляться країнами Сходу. Він думає що ж східного додати до «Шоу довгоносиків». Врешті режисер, перебираючи варіанти, вигадує привести людожера. |
| 24    | Звєзди на телебаченні                       | Щоб не запрошувати на шоу дорогих зірок, режисер придумав зробити свою. Він наймає іміджмейкерів, які мають зробити з доктора Шлягера зірку світового рівня. |
| 25    | 1 рік довгоносикам                          | Голос за кадром розповідає як на студії з'явилися довгоносики, чим вони насправді займаються і хто з акторів ховається за образом кожного довгоносика. |
| 26    | Відпустка                                   | Режисер повернувся з відпустки і виявляє, що його колегам дуже сподобалося не ходити на роботу. Ті ніяк не відходять від вражень від свого відпочинку. |
| 27    | Мисливський сезон                           | Почався мисливський сезон, а режисер, який полюбляє мисливство, розкриває, що здобич сама біжить на сказану брехню. |
| 28    | Музичні мутанти 1                           | Режисер збирається провести музичний фестиваль. Та оскільки грошей немає, він заощаджує скрізь, де тільки можливо. |
| 29    | Музичні мутанти 2                           | Після фестивалю має відбутися бенкет, щоправда, режисер не бажає туди запрошувати колег. Тим часом фестиваль триває. |
| 30    | Ювілей 1+1                                  | На триріччя каналу 1+1 режисер має привітати його. На честь свята він звільняє ведучого і наймає гурт «Кроликів» (Володимир Мойсеєнко і Володимир Данилець). Ведучий у відповідь береться перешкодити випуску шоу. |
| 31    | Перемикаючи канали                          | В студії закінчилися гроші, та режисеру пропонують працювати на інших каналах. Він перебирає варіанти, де для кожного каналу довгоносикам доводиться перевтілитися в інші ролі. |
| 32    | Напортачили                                 | Епізод, присвячений кумедним невдалим дублям «Шоу довгоносиків». |
| 33    | Опера «Отелло» ч.1                          | Режисер написав п'єсу, яка виявляється п'єсою «Отелло». Її доводиться поставити на сцені. |
| 34    | Опера «Отелло» ч.2                          | Постановка п'єси продовжується. |
| 35    | Пір во врємя чуми                           | Режисер замислив зняти жахи за участі Таїсії Повалій, щоб шоу запам'яталося глядачам. Настає ніч і на телестудії з'являється вампір, граф Лохудра, котрий вимагає віддати Повалій йому. |
| 36    | Ніякої реклами                              | Шоу отримало гроші на рекламу, та режисер їх всі розтратив. Коли спонсор приходить довідатися як ідуть справи, режисеру доводиться вдавати наче рекламу зроблено. |
| 37    | Дитя кібернетики                            | Режисер вирішив звільнити усіх працівників та замінити їх роботом. Проте замовити робота виявилося надто дорогим і його було зібрано з підручних матеріалів. Робот надто точно і буквально виконує накази, роблячи більше шкоди, ніж користі. |
| 38    | Епідемія суєвєрій                           | Режисер купив у циганки календар, за яким саме настав день, коли збуваються всі погані прикмети. Він намагається вберегтися від нещасть. |
| 39    | Зелена Дура                                 | Щоб зробити фестиваль, який би затьмарив Каннський, режисер збирає всі підручні засоби. Новий фестиваль він називає на честь своїх дурних колег «Зелена Дура». Довгоносики отримують нагороди за свої «досягнення». |
| 40    | Банкрутство                                 | Режисер шукає гроші на шоу, а тим часом переконує колег, що бідність це на так вже й погано. |
| 41    | Зима                                        | На телестудії взимку відключили опалення, все покривається снігом і льодом. Режисер обіцяє винагороду тому, хто знайде спосіб обігріти студію. |
| 42    | Повесть о настоящем операторе               | Перемонтований епізод «Синдром пучеглазия» з російським дубляжем. |
| 43    | З Новим Роком                               | Після святкування Нового року має вийти перший новий епізод шоу. Режисер всім забороняє згадувати Новий рік, щоб не прикликати Діда Мороза, який все псує. |
| 44    | Як це робиться?                             | Документальний епізод про створення шоу. |

## Творці
- Автор ідеї та режисер — Віктор Приходько
- Сценарій — Віктор Андрієнко, Георгій Конн
- Оператор — Олег Маслов-Лисичкін
- Режисер монтажу — Наталя Боровська
- Спецефекти і грим — Вадим Тупчий
- Генеральний продюсер — Валентин Опалєв

## В ролях
- Віктор Андрієнко: режисер, ведучий/шоумен Іван Шпикуляк, Шерлок Холмс, Шльома Шендорович (ведучий новин), Менделєєв, князь Лохудра, Маркіз де Сад, пожежник, освітлювач, бувалий Капітан. Загалом зіграв 14 персонажів.
- Валентин Опалєв: доктор Ватсон, освітлювач, пожежник, єврей (доктор Шлягер), продюсер.
- Микола Гудзь: бармен, професор Фрейд, голос за кадром у «Жіліщє замечательних людей».
- Петро Кузнєцов: оператор, порушник пожежної безпеки, майстер зі спецефектів ібн Дінаміт, місіс Гадсон.
- Геннадій Корженко (К. Генн): пожежник, професор Моріарті, звукорежисер (Шарик), Невловимий Джо.
- Тамара Яценко: шоувумен Анжеліка Багнюк, смерть, перша вчителька режисера Вєра Павльовна.
- Вадим Тупчий: інспектор Лестрейд, художник.
- Василь Бендас
- Олександр Петриченко.

### Запрошені зірки
Таїсія Повалій, EL Кравчук, Олександр Цекало, Лоліта Мілявська, Сергій Сивохо, Володимир Данилець, Володимир Мойсеєнко, Грін Грей, Олег Скрипка, Володимир Бистряков, Ольга Юнакова

## Культурне значення
З початку 2000-х відомий фразеологізм «шоу довгоносиків», який вживається на позначення безглуздих і/або комічних подій української політики.
Російським сайтом oKino у 2013 році «Шоу довгоносиків» було зараховано до числа поворотних проєктів українського телебачення. «Довгоносиків» було названо українськими «Монті Пайтон», разом з тим вони зазначили, що шоу вибивалося з-поміж гумористичних передач свого часу і тому не мало великого успіху, хоч і отримало культовий статус.
Актор Віктор Андрієнко про «Шоу довгоносиків» відгукувався, що його час минув і відродження чи наслідування проєкту в його колишньому вигляді недоцільне. Він додав, що «довгоносики» мали актуальність у свій час, а сучасний глядач їх не сприйме, проте можливий ретропоказ старих епізодів.